# Сухопаровка
Сухопаровка — посёлок в Клинцовском районе Брянской области России. Входит в состав Коржовоголубовского сельского поселения.

## География
Посёлок находится в юго-западной части Брянской области, в зоне хвойно-широколиственных лесов, к востоку от автодороги 15К-1304, на расстоянии примерно 2 километров (по прямой) к северо-востоку от города Клинцы, административного центра района. Абсолютная высота — 162 метра над уровнем моря.

### Климат
Климат характеризуется как умеренно континентальный, с тёплым летом и умеренно холодной снежной зимой. Среднегодовая многолетняя температура воздуха составляет 5,1 °С. Средняя температура воздуха самого тёплого месяца (июля) — 18,1 °C (абсолютный максимум — 38 °C); самого холодного (января) — −9,1 °C (абсолютный минимум — −42 °C). Безморозный период длится в среднем 153 дня. Среднегодовое количество атмосферных осадков составляет 599 мм, из которых большая часть выпадает в тёплый период. Снежный покров держится в течение 108 дней.

### Часовой пояс
Посёлок Сухопаровка, как и вся Брянская область, находится в часовой зоне МСК (московское время). Смещение применяемого времени относительно UTC составляет +3:00.
История
С середины XIX в. упоминается как хутор Сухопарое; входил в Голубовскую волость. 
В начале XX в. присоединён соседний хутор Лахтионов 
В 1920-30-х гг. во Вьюнском сельском совете, До 1974 в Сосновском (Гнилушском) сельском совете. 
Торфяники.

## Население
| 2010 | 2013 |
| ---- | ---- |
| 27   | ↘23  |

### Национальный состав
Согласно результатам переписи 2002 года, 40 человек , 17 человек (2017), 14 человек (2021).
Будет упразднен как фактически не существующий в связи с переселением всех жителей на постоянное место жительства в другие населённые пункты.